# شتيفان ويبر
شتيفان ويبر (بالألمانية: Stefan Weber)‏ هو مؤرخ الفن ألماني، ولد في 17 أكتوبر 1967 في آخن في لوثارينجيا.